# Josefa Herrero del Corral
Josefa Herrero del Corral (Castromocho, Palencia, 1863 - Murguía, Álava 1893) fue una monja perteneciente a las Hijas de la Caridad de San Vicente de Paúl que alcanzó la santidad por la supuesta predicción de su fallecimiento y es considerada hija ilustre de Castromocho, municipio de la provincia de Palencia.

## Biografía
Hija de Andrés Herrero Alegre, natural de Castromocho, y Rosario del Corral Pérez, originaria de Sahagún, era hermana de Dolores Herrero del Corral, de la que fuera alcaldesa de Castromocho en 1897 Candelas Herrero del Corral o del famoso potentado de Castromocho Clemente Herrero del Corral. Su sobrino fue el matemático José del Corral y Herrero.
Su tío paterno Crisanto Herrero Alegre fue un abogado, filósofo y político, nacido el 25 de octubre de 1828 también en Castromocho, localidad palentina de la que asimismo fue alcalde, además de diputado a Cortes por el partido Unión Liberal. Escribió numerosos artículos en periódicos y revistas sobre economía, comercio, impuestos y agricultura. De desahogada posición social, pertenecía a una familia de las más distinguidas de Tierra de Campos. También fue célebre su Discurso sobre el origen de la propiedad leído en la Universidad Central.
Josefa Herrero del Corral nació en 1863 y fue bautizada en la iglesia de san Esteban de Castromocho. De gran humildad e inteligencia, sin ningún tipo de misticismo que pudiera augurar su vocación, la realidad fue que decidió ingresar en la institución fundada por San Vicente de Paúl de las Hermanas de la Caridad, resolución tanto más meritoria por cuanto con ella renunciaba a una lujosa vida como la que le ofrecía la fortuna de su familia.
Debido a su esmerada educación sus superiores le encomendaron la enseñanza en un colegio que la institución tenía en Murguía (Álava), el Colegio Sagrado Corazón de Jesús. Allí permaneció hasta su muerte, acontecida en 1893, en circunstancias tan especiales –se dice que murió en olor de santidad (fenómeno conocido como osmogenesia)-, que la hicieron ilustre en toda la comarca.
Sor María Josefa del Corral, nacida de padres ilustres y cuyo desprendimiento del mundo terreno y las cosas materiales inherentes a él era muy grande, y de sólidas virtudes, manifestó cumplir con su vocación lo más rápidamente posible para conseguir su deseo de unirse con Cristo, algo que fue propagando ante la sorpresa de quienes la escuchaban.
En los primeros días de agosto de 1893, en excursiones con colegialas, no paraba de decir que había que despegarse de las cosas de este mundo e ir cuanto antes al Cielo e incluso manifestó su deseo de que el día de la Asunción ella fuera la llamada añadiendo, en efecto, que moriría aquel día ante la perplejidad de las niñas y hermanas que no dieron ningún crédito a sus palabras.
Transcurridos dos días una hermana de la Caridad enfermó y Sor Josefa Herrero del Corral la felicitó por ir junto a Dios añadiendo que ella habría de procederla. Tampoco esa vez la tomaron lógicamente en cuenta, pero, al día siguiente, fue acometida de un ataque de nervios tan violento que ni sus hermanas pudieron sujetarla. Desde los primeros instantes, perdió el conocimiento y no hizo otra cosa que dar voces y hablar como una máquina agitada de horribles convulsiones. Los médicos declararon que la enfermedad era muy grave, pero no irremediable. Según se cuenta, la enferma, en medio de su perturbación mental, tuvo momentos de lucidez, pidió la Unción e insistió en que fallecería el día de la Asunción.
La enferma se fue debilitando en una agonía cada vez más evidente y sus hermanas se acordaron de lo que les había dicho de morir a las tres de la mañana del día de la Asunción de la Virgen y, en efecto, coincidió su última respiración con la campanada del reloj. Aunque hoy, desde un punto de vista lógico y racional, se pueda considerar una mera coincidencia, en aquellos tiempos de finales del siglo XIX se tuvo como un hecho extraordinario que generaría gran conmoción en las personas piadosas y religiosas.
La localidad de Castromocho que se honraba con hijos ilustres en armas, ciencias y artes quiso acoger también como hija ilustre a esta monja por sus virtudes y santidad que se hicieron legendarias en toda la comarca y de las que se da cuenta en los Datos para la historia de Castromocho recogidos por un beneficiado de sus parroquias hasta 1737, continuado hasta nuestros días (1896) por Lorenzo González Arenillas.